# Frans Christoffel Anton van Hohenzollern-Haigerloch
Frans Christoffel Anton van Hohenzollern-Haigerloch (Haigerloch, 16 januari 1699 - Keulen, 23 november 1767) was van 1750 tot aan zijn dood graaf van Hohenzollern-Haigerloch. Hij behoorde tot het huis Hohenzollern-Sigmaringen.

## Levensloop
Frans Christoffel Anton was de tweede zoon van graaf Frans Anton van Hohenzollern-Haigerloch uit diens huwelijk met Maria Anna Eusebia, dochter van graaf Anton Eusebius van Königsegg-Aulendorf. Na de dood van zijn oudere broer Ferdinand Leopold werd hij in 1750 graaf van Hohenzollern-Haigerloch.
In 1717 werd hij kanunnik en in 1725 kapelaan in Keulen. Vanaf 1726 was hij ook kanunnik in Straatsburg en Salzburg. Daarna was hij van 1748 tot 1750 koorbisschop en van 1750 tot 1763 vicedeken in Keulen. Bovendien was hij van 1750 tot 1763 thesaurier en vanaf 1763 proost van de Dom van Keulen. Na de abdicatie van Hermann Werner von der Asseburg werd hij in 1756 door keurvorst-aartsbisschop Clemens August I van Beieren eveneens benoemd tot eerste minister van het keurvorstendom Keulen, een functie die zijn broer ook uitoefende. Naast eerste minister werd hij onder andere voorzitter van de Krijgsraad, stadhouder van het bisdom Straatsburg langs de oostelijke kant van de Rijn, kanselier van de Universiteit van Keulen en lid van de Geheimraad. Ondanks al deze hoge ambten was hij net als zijn broer politiek onbeduidend en had hij zo goed als geen invloed.
Frans Christoffel Anton overleed in november 1767 en werd bijgezet in de Dom van Keulen. Na zijn dood viel Hohenzollern-Haigerloch terug aan het vorstendom Hohenzollern-Sigmaringen.